# Mase
Mase eg. Mason Durrel Betha är en rappare från Harlem, New York som är född i Jacksonville, Florida den 27 augusti 1975.
Mest känd är Mase för sitt samarbete med The Notorious B.I.G. och Puff Daddy i låten "Mo Money Mo Problems".